# Ветераны Великой Отечественной войны в Израиле
Ветераны Великой Отечественной войны в Израиле — это проживающие в Израиле участники Великой Отечественной войны между СССР и Германией. В 2017 году их насчитывалось 5007 человек . По состоянию на 2022 год в Израиле примерно 2500 ветеранов Великой Отечественной войны.

## Статус
В Израиле имеется две организации ветеранов Великой Отечественной войны:
- Союз ветеранов Второй мировой войны — борцов против нацизма[2];
- Общество инвалидов — еврейских солдат, партизан и бойцов гетто.

Существует также Союз демобилизованных солдат Второй мировой войны (Лига израильских ветеранов), в котором почти нет выходцев из бывшего СССР.
Почти в каждом городе действуют клубы, музеи и выставки боевой славы. Во многих городах установлены памятники героизму воинов-евреев в Великой Отечественной войне.
Кнессет принял специальный закон об установлении 9-го мая праздником Победы. Каждый год 9 мая в Иерусалиме ветераны устраивают парад победы.
В Израиле выпущены три серии медалей, отмечающих заслуги ветеранов Великой Отечественной войны — в 1995, в 2000 и в 2005 годах.
Инвалиды Великой Отечественной войны получают пенсию от Министерства обороны Израиля.